# Pangeo
Il Pangeo  (in greco antico: Παγγαῖον?, Pangaĩon; in greco  Παγγαίο  ?, Paggaio) è una catena montuosa della Macedonia (Grecia) che si estende fra lo Struma e il Mesta, nei pressi dell'antica città greca di Anfipoli (in Tracia), dove si trovavano importanti miniere d'oro.
Dal 546 al 528 a.C. circa, Pisistrato, tiranno di Atene, favorì la distribuzione di terre, lo sfruttamento delle miniere del Pangeo e la colonizzazione della regione dell'Ellesponto. Effetto della sua politica e dell'oro del Pangeo, fu un incremento del commercio ateniese e un arricchimento della città, che Pisistrato provvide ad abbellire di monumenti.